# Štitar (Šabac)
Štitar (Servisch cyrillisch Штитар) is een plaats in de Servische gemeente Šabac. De plaats telt 2285 inwoners (2002).